# جاستن وينسور
جاستن وينسور (بالإنجليزية: Justin Winsor)‏ هو كاتب وأمين مكتبة ومؤرخ أمريكي، ولد في 2 يناير 1831 في بوسطن في الولايات المتحدة، وتوفي في 22 أكتوبر 1897 في كامبريدج في الولايات المتحدة.

## وصلات خارجية
- جاستن وينسور على موقع الموسوعة البريطانية (الإنجليزية)
- جاستن وينسور على موقع إن إن دي بي (الإنجليزية)